# 小傑傑爾卡利
50°2′29″N 26°6′33″E / 50.04139°N 26.10917°E
小傑傑爾卡利（烏克蘭語：Малі Дедеркали），是烏克蘭的村落，位於該國西部捷爾諾波爾州，由克列梅涅茨區負責管轄，始建於1887年，面積2.38平方公里，2001年人口630，人口密度每平方公里264.7人。